# Nagykálló
Nagykálló è una città di 10.232 abitanti situata nella contea di Szabolcs-Szatmár-Bereg, nell'Ungheria nord-orientale.

## Amministrazione

### Gemellaggi
- Limanowa, Polonia
- Metzingen, Germania
- Tășnad, Romania
- Tiachiv, Ucraina